# AC Reggiana
Associazione Calcio Reggiana 1919, abreviat A.C. Reggiana 1919 este un club de fotbal din Reggio nell'Emilia, Italia care evoluează în Serie B. Culoare echipei este vișiniu sau roșu, fiind porecliți „Roșiaticii” de către fani.